# なみえ焼きそば

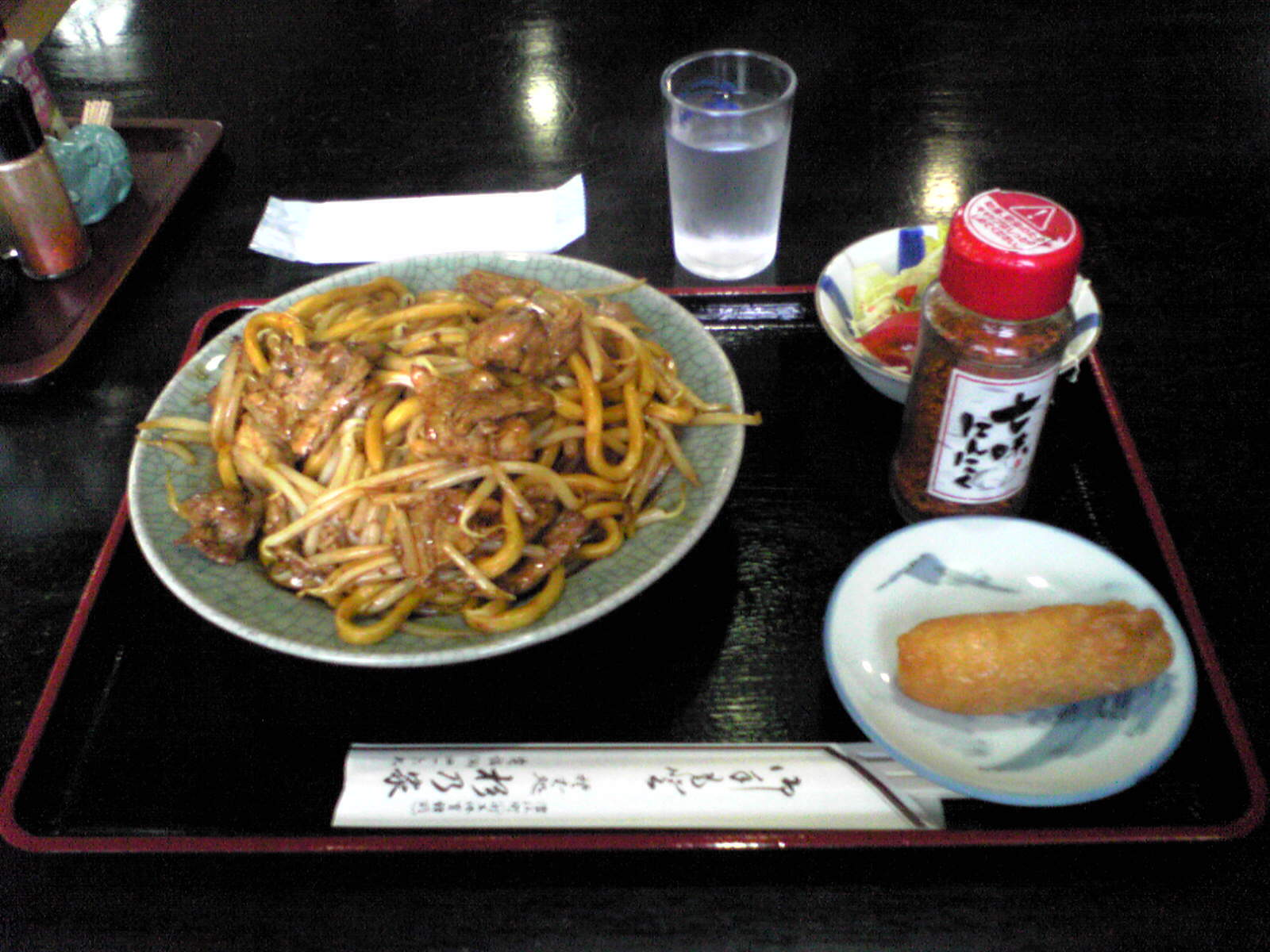
「杉乃家」のなみえ焼きそば

なみえ焼きそば（なみえやきそば）は、福島県双葉郡浪江町で生まれた焼きそばで、ご当地グルメの一つである。太めの麺が特徴で、具はモヤシと豚肉。ラードで炒め、濃厚なソースで味付けされる。一味唐辛子を振りかけて食べるのが通な食べ方とされる。

## 歴史
国鉄（当時）常磐線浪江駅近くの居酒屋「浪江名物元祖焼そば 縄のれん」が1955年（昭和30年）に極太の麺を使用した焼きそばを提供し始め、それが浪江名物となった。
2008年（平成20年）に浪江町商工会青年部が中心となって町興しのため「浪江焼麺太国」（なみえやきそばたいこく）という団体を設立。ナポレオンを意識していて、頭の上にやきそばが乗っている特徴的なファッションの「やきそば太王」を中心に広報活動している。2009年の春より愛Bリーグの北海道東北支部に加盟した。2010年に開催された「B-1グランプリ厚木大会」への参加を果たす。厚木大会では中間発表で12位の好位置につけるが、惜しくも10位までのランクインを逃す。
2011年3月11日に発生した東日本大震災による福島第一原子力発電所事故の影響で、浪江町全体が避難指示区域となり、「浪江焼麺太国」のメンバーも避難で離散してしまった。そんな中で参加した2011年に開催されたB-1グランプリ姫路大会では4位入賞を果たし、2012年に開催された北九州大会でも4位入賞となっている。2013年11月9日・10日に愛知県豊川市で開かれた第8回B-1グランプリでは1位を獲得した。
一時は偽物が横行したため、地域団体商標に登録した。浪江町を含む福島県浜通りで避難指示が解除された区域が広がるにつれ、浪江町内の仮設商店街や2020年10月に開所した双葉町産業交流センターなど発祥地やその周辺でも提供されるようになっている。
2025年3月14日に文化庁の100年フード「未来の100年フード部門」に認定された。

## 提供・商品化
2011年10月24日に、日清食品からカップ焼きそばとしても販売。売り上げの一部は「浪江焼麺太国」のまちおこし活動の支援に使われる。東北自動車道・常磐自動車道のサービスエリアで箱入りの商品が販売されているほか、南相馬鹿島サービスエリア（セデッテかしま）では軽食として提供されている。

## 宣伝
地元女子高校生がプロデュースしたNYTS（ナイツ）というアイドルユニットが『恋する焼きそば』を歌い、キャンペーンソングとして、地元の浪江となみえ焼きそばをPRしている。B-1グランプリin厚木からNYTS（ナイツ）も参加し、Yahoo!のトップニュースに写真付きで取り上げられるなど、大きくメディアに報道された。このときに日本で初めて「ご当地アイドル」という呼ばれ方をされたアイドルユニットでもある。